# Rudé právo
«Руде право» (чеш. Rudé právo — «Красное право») — бывшая официальная газета Коммунистической партии Чехословакии, существующая с 1920 года. В настоящее время выходит под названием «Право».
Газета была основана в 1920 году Коммунистической партией Чехословакии, во время раскола между социал-демократами и коммунистами. Первый номер вышел 21 сентября 1920 года, позднее этот день отмечался в ЧССР как День печати, радио и телевидения. В течение 1920—1930-х годов газета существовала в условиях жёсткой цензуры. Во время оккупации Чехословакии газета издавалась подпольщиками на конспиративных квартирах, оттуда распространялась по заводам и фабрикам, материал газеты призывал чехословацкий народ бороться против нацистов и проводить диверсии на производстве. Первоначально типография располагалась в Праге, но была разгромлена гестапо, а редакторы газеты Шумбера, Краткий, Покорный и Маржик арестованы. С июля 1942 года был налажен новый выпуск газеты в Бероуне и в Збироге; редактирование было поручено товарищам Аксамиту и Брунцлику. После объединения социал-демократов и коммунистов в 1948 году «Руде право» слилась с социал-демократической газетой «Право лиду» и в том же году, после установления коммунистического режима в Чехословакии, «Руде право» стала главной газетой страны, материалы в которой носили в основном пропагандистский и проправительственный характер. Газета стала чехословацким аналогом советской газеты «Правда». В 1948—1989 годах тираж газеты доходил до 2 миллионов экземпляров.
После Бархатной революции 1989 года главным редактором стал бывший корреспондент газеты в Вашингтоне Зденек Порыбный, который преобразовал газету в газету левого направления. 18 сентября 1995 года газета была переименована в «Право».

## Люди, чьи имена связаны с газетой
- Вацлав Копецкий (1897—1961) — главный идеолог КПЧ при Клементе Готвальде, в конце 1920-х был редактором газеты.
- Олдржих Швестка (1922—1983) — член Политбюро ЦК КПЧ, много лет был главным редактором газеты.
- Иржи Марек (1914—1994) — писатель, журналист, сценарист, редактор газеты, педагог. Доктор философии.
- Мария Майерова (1882—1967) — писательница, журналист, редактор газеты.
- Эдуард Уркс (1903—1942) — политик, журналист, переводчик, литературный критик и теоретик, редактор газеты (1929—1931).
- Карел Шваб (1904—1952) — замминистра нацбезопасности в 1950—1951, казнённый по делу Сланского, в начале 1920-х был сотрудником газеты.
- Юлиус Фучик (1903—1943) — писатель, журналист, критик, автор книги «Репортаж с петлёй на шее», которую написал находясь в заключении. Редактор газеты в 1920-х гг.